# Wakefield (Virgínia)
Wakefield és una població dels Estats Units a l'estat de Virgínia. Segons el cens del 2000 tenia 1.038 habitants.

## Demografia
Segons el cens del 2000, Wakefield tenia 1.038 habitants, 423 habitatges, i 285 famílies. La densitat de població era de 320,6 habitants per km².
Dels 423 habitatges en un 27,2% hi vivien nens de menys de 18 anys, en un 48,5% hi vivien parelles casades, en un 16,3% dones solteres, i en un 32,6% no eren unitats familiars. En el 30% dels habitatges hi vivien persones soles el 17,5% de les quals corresponia a persones de 65 anys o més que vivien soles. El nombre mitjà de persones vivint en cada habitatge era de 2,45 i el nombre mitjà de persones que vivien en cada família era de 3,05.
Per edats la població es repartia de la següent manera: un 24,9% tenia menys de 18 anys, un 6,2% entre 18 i 24, un 26% entre 25 i 44, un 24,6% de 45 a 60 i un 18,4% 65 anys o més.
L'edat mediana era de 40 anys. Per cada 100 dones de 18 o més anys hi havia 79,3 homes.
La renda mediana per habitatge era de 28.500 $ i la renda mediana per família de 34.539 $. Els homes tenien una renda mediana de 26.429 $ mentre que les dones 21.595 $. La renda per capita de la població era de 15.290 $. Entorn del 9,9% de les famílies i el 13,4% de la població estaven per davall del llindar de pobresa.

## Poblacions més properes
El següent diagrama mostra les poblacions més properes.